# 센본기 사야카
센본기 사야카(일본어: 千本木 彩花 せんぼんぎ さやか[*], 1995년 11월 24일 ~ )는 일본의 여성 성우. 사이타마현 출신. 아임 엔터프라이즈 소속.